# Le Bourg-d’Iré
Le Bourg-d’Iré korábbi község Franciaország Loire mente régiójában, Maine-et-Loire megyében. 2016. december 15-én tizennégy másik korábbi községgel egyesült és Segré-en-Anjou Bleu új község része lett.
Lakosainak száma 816 fő (2018. január 1.). Le Bourg-d’Iré Combrée, Loiré, Noyant-la-Gravoyère, Nyoiseau, Sainte-Gemmes-d’Andigné és Le Tremblay községekkel határos.

## Népesség
A település népességének változása:
| Lakosok száma | 915  | 911  | 851  | 782  | 724  | 837  | 870  | 900  | 902  | 816  |
|               | 1968 | 1975 | 1982 | 1990 | 1999 | 2011 | 2013 | 2015 | 2017 | 2018 |